# Alfrēds Rubiks
Alfrēds Rubiks (en rus: Альфред Петрович Рубикс) (Daugavpils, 24 de setembre de 1935) és un polític comunista letó, secretari general del Partit Comunista de Letònia entre l'abril i l'agost de 1990. Fou eurodiputat del Parlament Europeu entre 2009 i 2014, en representació de Letònia i adscrit al grup parlamentari de l'Esquerra Unitària Europea/Esquerra Verda Nòrdica.
Exercí com a president del Comitè executiu de la ciutat soviètica de Riga entre 1984 i 1990 sent, d'aquesta forma, l'últim batlle comunista de la ciutat. Va ser membre del Buró Polític del Comitè Central del Partit Comunista de la Unió Soviètica a partir de juliol de 1990 fins a la seva abolició el 24 d'agost de 1991. L'any 1991, com a cap del Partit Comunista de Letònia, es va oposar a la independència de Letònia de la Unió Soviètica, i va ser empresonat al juliol de 1995 pel seu paper a l'intent d'enderrocament del nou govern democràtic i donar suport al cop d'estat a la Unió Soviètica d'agost de 1991 a Moscou. Malgrat del seu empresonament, va ser candidat a president de Letònia a les eleccions presidencials de 1996, però va perdre davant Guntis Ulmanis. El novembre de 1997 excarceraren Rubiks per bona conducta, i l'any 1999 es va convertir en president del Partit Socialista Letó, el successor de facto del Partit Comunista de Letònia. A les eleccions al Parlament Europeu de 2009 fou escollit eurodiputat per la circumscripció de Letònia.
A causa de la seva antiga lleialtat al Partit Comunista de Letònia després de gener de 1991, se li prohibí aspirar a cap càrrec públic a Letònia, en aplicació del Dret letó. No obstant això, els seus dos fills, Artur i Raymond Rubiks, són membres de la Saeima pel Partit Socialdemòcrata «Harmonia».
En relació al Dia Internacional de l'Orgull LGBT, va expressar l'opinió que si ell fos el batlle de Riga, "tot aquest públic" no s'estaria manifestant pels carrers; afirmant que la gent amb una orientació sexual no tradicional innata constitueixen no més de l'1% i la resta són especuladors i "llibertins".